# Universiteit van Bergen (België)
De Universiteit van Bergen (Frans: Université de Mons) is een Franstalige Belgische universiteit in de stad Bergen (Mons) in de provincie Henegouwen. De universiteit is voortgekomen uit een fusie tussen de Université de Mons-Hainaut en de Faculté polytechnique de Mons. Deze fusie werd door beide universiteiten goedgekeurd op 6 juli 2007 en bevestigd door het Parlement van de Franse Gemeenschap op 25 november 2008.
Officieel werd de nieuwe Universiteit van Mons opgericht op 1 januari 2009, wat zich ook vertaalde in een volledig geïntegreerde opleiding en werking vanaf de start van het academiejaar 2009-2010. Hoogleraar Calogero Conti, de voormalige rector van de Faculté polytechnique de Mons werd de eerste rector van de gefuseerde universiteit. De Universiteit van Bergen is in grootte de tweede kleinste universiteit van de Franstalige Gemeenschap van België met ongeveer 5.700 studenten. Sinds 2021 heeft de universiteit een museum, MUMONS.
Het is de tweede universiteit gelegen te Bergen, naast de UCLouvain FUCaM Mons.

## Faculteiten
- Faculteit Rechten
- Faculteit Economie en Bedrijfskunde
- Faculteit Informatica
- Faculteit Psychologie en Pedagogiek
- Faculteit Farmacie
- Faculteit Biomedische Wetenschappen
- Faculteit Wetenschappen
- Faculteit Chemie, Biologie, Biochemie en Moleculaire biologie
- Faculteit Politicologie en Sociologie
- Faculteit Taalwetenschappen
- Faculteit Ingenieurswetenschappen
- Faculteit vertalen en tolken (FTI-EII)

## Instituten
- Instituut voor Sociologie
- Instituut voor Rechten
- Instituut voor Taalwetenschappen